# Вир (притока Сейму)
Вир — річка в Україні, в межах Сумського району Сумської області. Ліва притока Сейму (басейн Дніпра).

## Опис
Довжина річки 62 км, площа басейну 1250 км². Долина трапецієподібна, асиметрична, завширшки до 4 км. Річище звивисте, завширшки у нижній течії від 10 до 17 м. Похил річки 0,39 м/км. 
У XVI-на початку XVII століття вздовж Виру пролягав шлях, яким користувалася путивльська прикордонна сторожа. У місці впадіння Виру в Сейм розташовувалася Дороголивська переправа, навпроти якої у селі Нові Вирки стояла середньовічна фортеця. Після того маршрут йшов на південь лівим берегом Виру до місця злиття з річкою Крига, де поблизу тогочасної переправи розміщується городище літописного міста Вир. Наявність тут земляних укріплень забезпечувала умови для організації прикордонної сторожі. Далі шлях продовжувався суходолом до річки Псел.
У річці  поблизу сіл Старі Вирки, Нові Вирки, Бояро-Лежачі, Рижівка живуть червонокнижні хохулі руські.

## Розташування
Вир бере початок у селі Тучному. У витоку річка називалася Вирчик. Спершу тече на південний схід, від смт Миколаївки повертає на північ та (частково) північний схід, від села Вири тече переважно на північний захід (завдяки таким поворотам річка у плані нагадує величезний гак). Впадає до Сейму на північний захід від села Нові Вирки. 
Основні притоки: Локня, Локняняка, Куянівка (ліві);
 Коршачина, Крига (праві). 
На річці — смт: Улянівка та Миколаївка, міста: Білопілля та Ворожба. 
Річку перетинає автомобільна дорога Р61.
- Пригирлова частина річки розташована в межах Середньосеймського заказника.